# Новоархангельська волость
Новоархангельська волость — адміністративно-територіальна одиниця Єлизаветградського повіту Херсонської губернії.
Станом на 1886 рік — складалася з 5 поселень, 5 сільських громад. Населення — 10715 осіб (5443 особа чоловічої статі та 5272 — жіночої), 2503 дворових господарств.
|                     | Площа, десятин | У тому числі орної, дес. |
| ------------------- | -------------- | ------------------------ |
| Сільських громад    | 27118          | 19821                    |
| Приватної власності | —              | —                        |
| Казенної власності  | 5548           | 1677                     |
| Іншої власності     | 263            | 175                      |
| Загалом             | 32929          | 21673                    |

Найбільші поселення волості:
- Ново-Архангельське — посад при річках Синюха та Торговичка за 120 верст від повітового міста, 2512 осіб, 696 двори, православна церква, школа, 19 лавок, 2 винних погріба, відбувались базари через 2 тижні по неділях.
- Скалеве — село при річках Синюха та Вись, 2091 особа, 541 двір, православна церква, школа.
- Тернівка — село при річці Синюха та струмку Тернівка, 2278 осіб, 496 двори, православна церква, школа.
- Тишківка — село при ставках, 3810 осіб, 757 двори, православна церква, школа, 5 лавок, 2 винних склади, рейнський погріб.